# سیت (جنگ ستارگان)

سناتور پالپاتین یک طرح برای بازگرداندن سیت پس از هزاران سال دارد که منجر به بزرگترین پاکسازی جدایها در کهکشان می‌شود.

سیت یا سیث (به انگلیسی: sith) یکی از عاملان اصلی در اپرای فضایی سری فیلم‌های جنگ ستارگان است. آنها به عنوان یک فرقه رهبانی و کراتوکراتیک، برای به دست آوردن سلطه کهکشان و انتقام جویی از دشمنان پیشین خود یعنی جدای‌ها به تصویر کشیده شده‌اند.
فلسفه سیث‌ها جنگ برای رشد اقتصادی و یک پاکسازی نالایق‌ها است. اعضای سیث توسط ویژگی‌هایی مانند تمایل برای به دست گرفتن قدرت، نفوذ نیروی اجتماعی، مانور سیاسی و حیله‌گری به نفع خود برای سیث‌ها انتخاب شده‌اند. سیث‌ها یک اتصال در سمت جنبه تاریک نیروی به وجود می‌آورند که به آنها قدرت فوق‌العاده و دانش فکری می‌دهد، اما ظرفیت اصلی خود را برای همدلی، مهربانی و عشق محو می‌کند.
در سراسر جنگ ستارگان و در فرهنگ عامه، سیث‌ها به عنوان مخالفان دوطرفه ای برای جدای ها مشهور هستند که وابسته به رزمندگان آلتوسوئیک هستند که تلاش می‌کنند از آموزش رزمی خود برای اتصال به «طرف مقابل» نیرو استفاده کنند تا صلح و آرامش را تقویت کنند. در طول تاریخ طولانی خود، سیث‌ها امپراتوری‌های بزرگ را ایجاد کرده‌اند، خواسته‌های خود را از جمله فتح کهکشان و ریشه کن کردن جدای به تحقق نزدیک بوده‌است. در نهایت، با این حال، آنها شکست خورده‌اند، اما برنامه‌های بزرگ خود را دوباره از طریق نزاع داخلی، شورش‌های الهام گرفته از تاکتیک‌های خائنانه و اثرات روحی برگرفته شده از تاریکی و فلسفه آنها آغاز کردند. از افراد معروف لرد سیث می‌توان دارث ویدر و پالپاتین را نام برد.

## افراد
- جنگ ستارگان اپیزود اول: تهدید شبح: سیدیوس و دارث ماول
- جنگ ستارگان اپیزود دوم: حمله کلون‌ها: سیدیوس و کنت دوکو
- جنگ ستارگان اپیزود سوم: انتقام سیت: سیدیوس ، کنت دوکو و دارث ویدر
- جنگ ستارگان قسمت چهارم: امیدی تازه:دارث ویدر
- جنگ ستارگان اپیزود پنجم: امپراتوری ضربه می‌زند:سیدیوس و دارث ویدر
- جنگ ستارگان اپیزود ششم: بازگشت جدای: سیدیوس و دارث ویدر
- جنگ ستارگان:اپیزود هفتم - نیرو بر می خیزد:   اسنوک
- جنگ ستارگان آخرین جدای:  اسنوک
- (توجه کنید که کایلو رن، شخصیت معروف سه گانه دنباله سیث نمی باشد و او یک شوالیه رن هست!)

.خیزش اسکای واکر: پالپاتین